# O2U海盜式偵察機
O2U海盜式偵察機，或音译为“可塞”，於1925年由錢斯·沃特公司研製的偵察機、教練機和水上飛機，此機又可大約被分成早期型的O2U和後期型的O3U，兩者皆被稱為海盜式，此機和第二次世界大戰時錢斯沃特公司另一款有名的艦載戰鬥機F4U戰鬥機同名。

## 設計特點
O2U的機身骨架為鋼管焊接主樑再加鋁合金支架而成，前機身為鋁合金蒙皮而後機身為帆布，前座位被油箱包圍，機翼為樺木製而上方主翼向後掠4.75度。
O2U為後三點式固定起落架，固定式起落架為有伸縮式減震器，若果是水上飛機型號為浮筒。
其發動機沒有整流罩的是早型形O2U，若有的話是後期型的O3U，在其上機翼有兩挺和後座有一挺M1919機槍作為武裝。
1926年11月試飛成功並且飛行成績良好，速度比一般雙座位飛機要快而且可以比美戰鬥機，其飛行穩定性也佳故也可作為教練機使用，其機身也容易做維修。

## 主要型號
- O2U-1

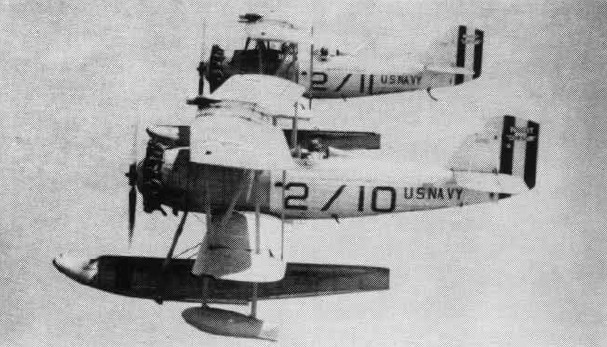
O2U-1水上飛機

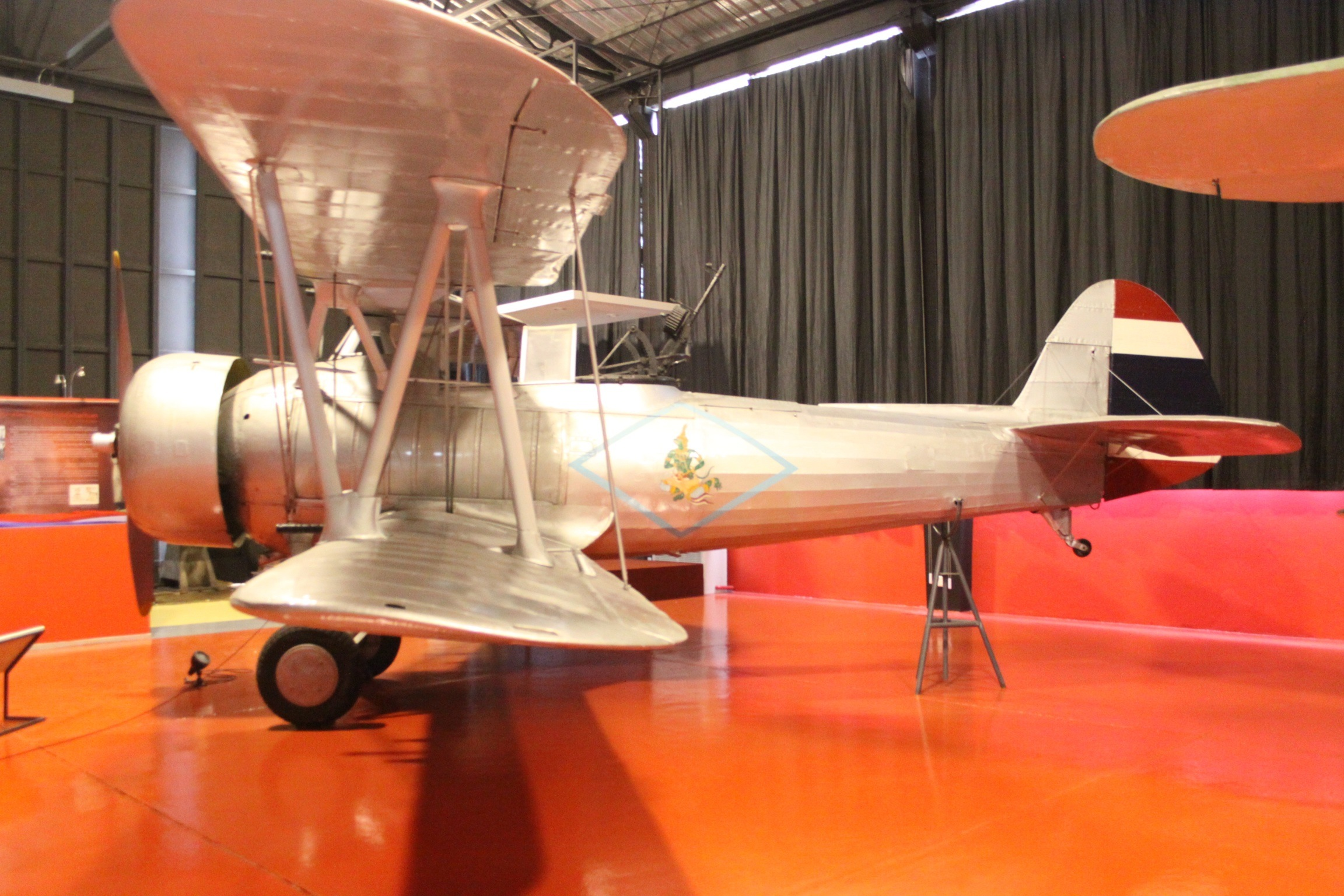
泰國皇家空軍的V-93

頭一批130架生產型，當中大部份是水上飛機，其中6架陸基型於1927年派駐給尼加拉瓜的海軍陸戰隊使用，而且外銷日本3架，日本人仿製成為九O式二號水上偵察機
- O2U-2

艦載機型，裝有著艦鈎和上翼的中段翼切加大並可在機腹掛上一杖500磅炸彈，O2U-2共生產了37架
- O2U-3

修改機上的纜繩和把垂直尾翼重新設計成曲線的形狀，此機尾也為後來的型號沿用
- O2U-4

和O2U-3相近但換了設備
- O3U-1

由O2U-4發展而來，加裝發動機整流罩，速度明顯加快，故又名海盜二式
- O3U-2

取代O2U-2的艦載機型，又名SU-2
- O3U-3

裝有拋擲式回收系統的水上飛機
- O3U-4

O3U-2的改良型，又名SU-4
- V-65

O3U-2/SU-2的外銷型
- V-92

由V-65發展而來的外銷型，前方駕駛艙改為封閉式，當中外銷泰國的被稱為V-93

## 基本資料(O2U-1)
- 乘員:2人
- 機長:7.32米
- 翼展:10.97米
- 機高:3.35米
- 空重:1,021公斤
- 載重:1,680公斤
- 翼面積:44.54平方米
- 最快時速:145公里/小時
- 航程:724公里
- 昇限:6,126米

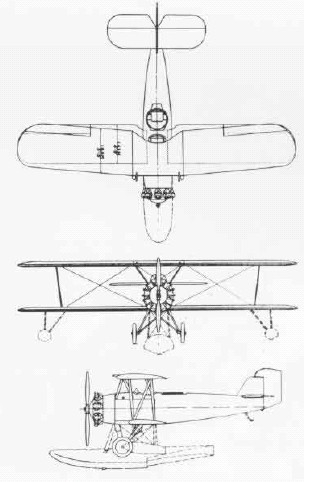
O2U-1 海盜式偵察機

- 發動機:普惠R-1340胡蜂式風冷式星形發動機(450匹馬力)
- 武裝:上機翼上面有安裝兩挺7.62毫米口徑M1919機槍和後座安裝一挺同型機槍，下機翼下方武器掛架可懸掛四枚116磅的炸彈。

## 可塞機在中國
可塞機其實只是Corsair(海盜)的空耳音譯，在當時指的就是「海盜式偵察機」之意。1929年10月國民政府軍政部航空署署長張恵長從美國錢斯·沃特公司購買12架O2U-1偵察機，该机装有炸弹挂架和机枪，是武装型观察机。交由廣東航校第3期畢業生20人做飛行員，隨即用於內戰。至1933年，总计购买了42架出口型O2U-1飞机。1933–1934年，购买了21架出口型O3U飞机。前者被稱為舊可塞而後者被稱為新可塞，

### 列寧號

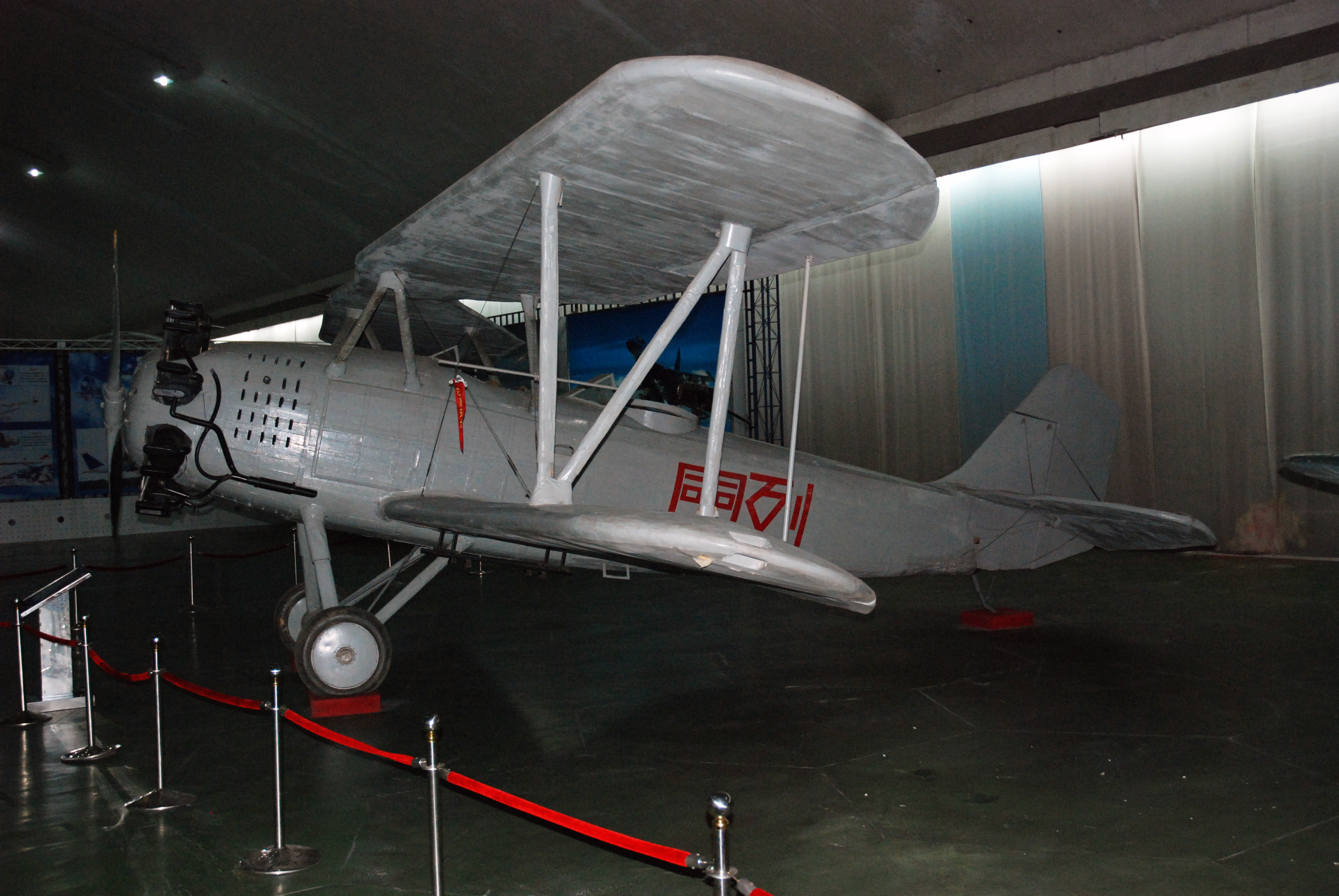
列寧號的复制品在北京中国航空博物馆

列寧号是中国工农红军的第一架军用飞机，现存河南信阳鄂豫皖革命纪念馆。
1930年3月16日，國民政府軍政部航空署出動美製錢斯沃特O2U海盜式偵察機從漢口飛往开封，飛行員是龍文光上尉，但回航時遇上大霧，龍文光駕機迫降在宣化店，他隨後被鄂豫皖紅軍第一師三團二營手槍連俘虜，之後龍文光願意加入紅軍，而這架O2U被改名為列寧號。

### 中日戰爭
中國在抗日戰爭前夕已購買了V-65（42架）和V-92（21架），此兩型皆被稱為新可塞，1936年西安事變後一架V-92負責接送中共代表周恩來往返延安和西安之間，1937年七七事變引致中日戰爭並隨即發生813淞滬會戰，8月15日，中國空軍的V-65（O3U-2）偵察機隊也掛上炸彈和A-16攻擊機隊一起轟炸駐上海日軍的公大紗廠（已被日本人改為軍事基地）等軍事目標，之後又用於華北戰場，該年年底退出戰場，作為航校教練機使用

## 使用國家
- 美国（生產國）
- 阿根廷
- 巴西
- 中華民國
- 德国
- 日本
- 墨西哥
- 秘魯
- 泰國

## 外部連結
- 安內攘外戰役中立第一功的美製可塞偵巡機